# 데니스 유스코프

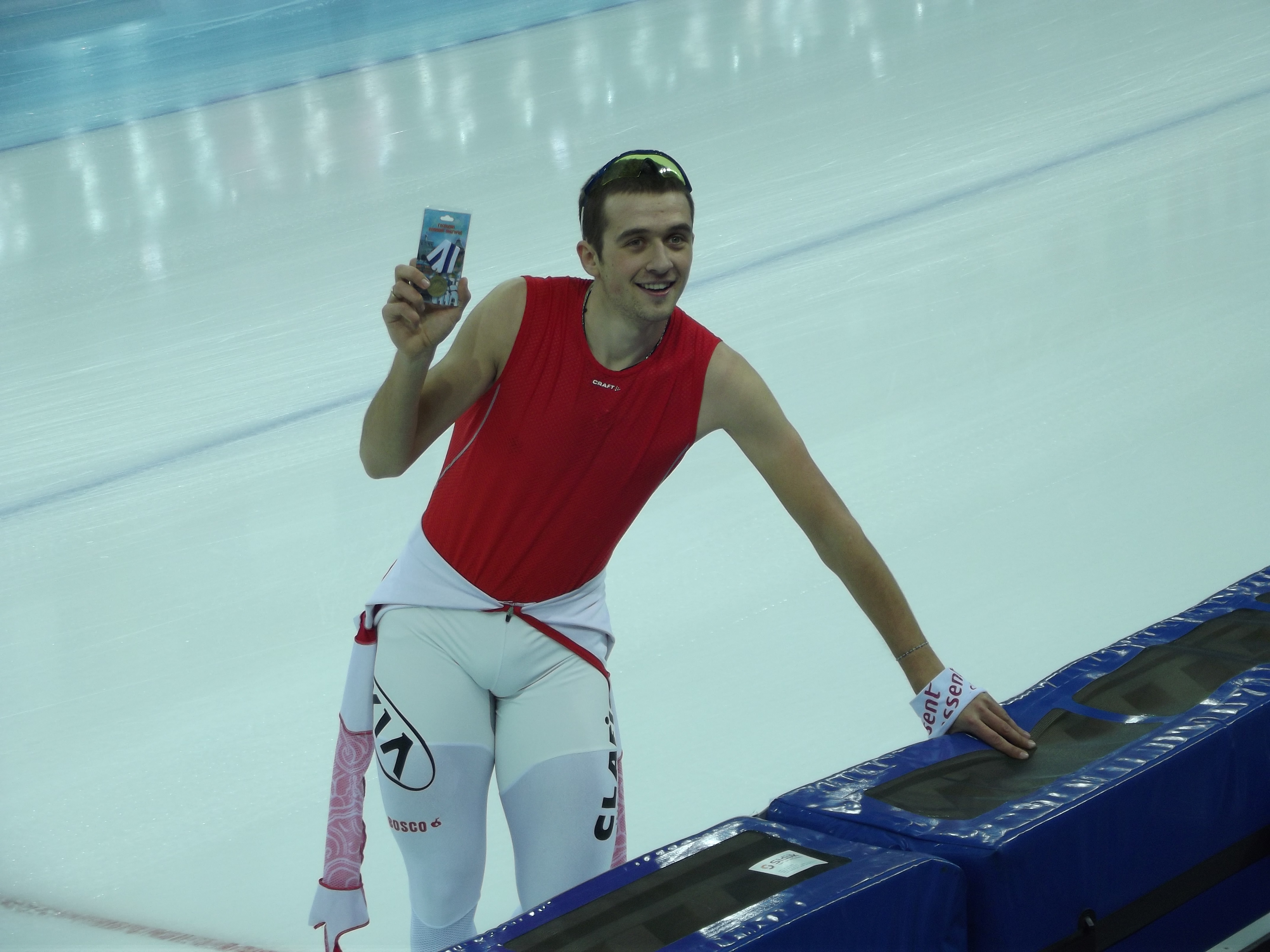

데니스 이고레비치 유스코프(러시아어: Денис Игоревич Юсков, 1989년 10월 11일~)는 러시아의 남자 스피드 스케이팅 선수이다.